# Bruno Gonzato
Bruno Gonzato (nascido em 20 de março de 1944) é um ex-ciclista italiano que participava em competições de ciclismo de pista. Em 1967 ele venceu a prova de tandem no campeonato mundial, juntamente com Dino Verzini; a dupla também terminou em segundo lugar no campeonato italiano de ciclismo, em 1969.